# 잠파올로 달라라
잠파올로 달라라(Giampaolo Dallara, 1936년 11월 16일~)는 이탈리아의 기업가이자 모터스포츠 엔지니어로, 레이싱카를 개발하는 회사 달라라 모터스포츠의 소유자이다.

## 생애

### 초기 생애
달라라는 파르마에서 태어났다.

### 자동차 및 모터스포츠
달라라는 밀라노 공과대학교에서 항공공학을 전공했다. 1960년 페라리에 입사한 뒤, 다음 해 마세라티로 자리를 옮겼다. 1963년에는 람보르기니에 수석 디자이너로 채용되어, 파올로 스탄차니, 밥 월리스와 함께 람보르기니 에스파다와 미우라의 섀시를 설계했다. 1969년에는 윌리엄스 F1 팀의 창립자이자 감독인 프랭크 윌리엄스를 위해 레이스카 설계에 착수했다.
1972년 달라라는 이탈리아 파르마에 달라라 오토모빌리를 설립했다. 1974년부터는 윌리엄스 팀을 위해 F1 차량인 이소-말보로 IR을 설계했다. 또 다른 프로젝트로는 포뮬러 3 규격에 맞춘 레이싱카 개발이 있었으며, 이 차는 이탈리아, 프랑스, 영국, 스위스, 독일, 일본, 미국, 러시아, 오스트리아 등에서 우승을 거두었다.
1997년부터는 인디카 시리즈에 진출하여 1998년부터 2003년까지 다수의 우승을 기록했다. 2007년부터는 인디카 시리즈의 단일 섀시 공급업체로 활동하고 있다.
달라라는 1990년대 중반 F1 프로젝트에도 참여했다. 1998년 말에는 F1 복귀를 고려하던 혼다의 요청으로 새로운 F1 섀시를 설계했으나, 혼다가 프로젝트를 취소하면서 중단되었다.

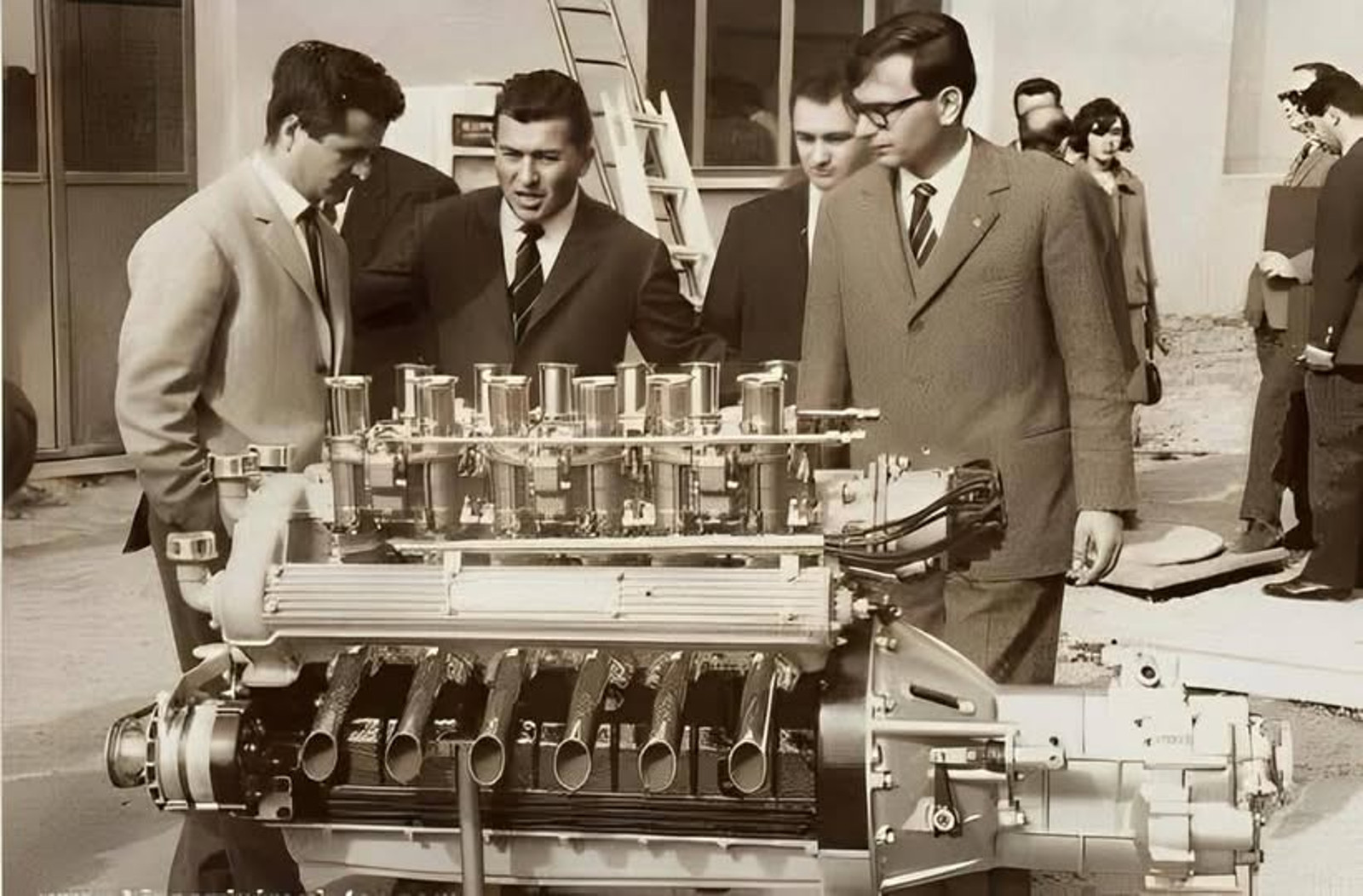
1963년 산타가타볼로녜세에서 람보르기니 V12 엔진 프로토타입을 보고 있는 조토 비차리니와 페루치오 람보르기니, 달라라

2000년부터는 혼다 프로젝트 취소 이후 프랑스 팀 오레카를 위한 르망 시리즈 레이싱카를 제작하는 새 프로젝트에 착수했다. 2004년 8월에는 러시아의 기업가 알렉스 슈나이더의 요청으로 과거 조던 팀이었던 미들랜드 팀의 섀시를 제작하기로 했고, 이를 위해 레이싱카 디자이너 개리 앤더슨을 영입했다. 그러나 2005년 중반, 달라라는 해당 프로젝트에서 철수했다.
2009년에는 스페인의 새로운 팀 캄포스 그랑프리를 위해 F1 섀시 제작에 착수했으며, 이 팀은 후에 히스파니아(Hispania)로 이름을 바꾸었다.

### 축구
2015년, 달라라는 귀도 바릴라, 마우로 델 리오와 함께 파르마 칼초 1913의 투자자로 참여했다. 이 구단은 과거의 파르마 FC가 해체된 뒤 새롭게 창단된 팀이다.